# غلين جاريت
غلين جاريت (بالإنجليزية: Glenn Jarrett)‏ هو معلق رياضي ومهندس أمريكي، ولد في 11 أغسطس 1950.